# Coelorinchus notatus
Coelorinchus notatus är en fiskart som beskrevs av Smith och Lewis Radcliffe 1912. Coelorinchus notatus ingår i släktet Coelorinchus och familjen skolästfiskar. IUCN kategoriserar arten globalt som otillräckligt studerad. Inga underarter finns listade i Catalogue of Life.